# Posht-e Sābād
Posht-e Sābād (persiska: پشت ساباد) är en ort i Iran.   Den ligger i provinsen Khorasan, i den östra delen av landet, 800 km öster om huvudstaden Teheran. Posht-e Sābād ligger 976 meter över havet och antalet invånare är 213.
Terrängen runt Posht-e Sābād är platt åt nordost, men åt sydväst är den kuperad.Runt Posht-e Sābād är det glesbefolkat, med 13 invånare per kvadratkilometer. Närmaste större samhälle är Nashtīfān, 7,9 km öster om Posht-e Sābād. Trakten runt Posht-e Sābād är ofruktbar med lite eller ingen växtlighet.